# طواف بحيرة تشينغهاي 2015
طواف بحيرة تشينغهاي 2015 (بالصينية المبسطة: 环青海湖国际公路自行车赛 2015 )‏  هو سباق دراجات هوائية، وهو الموسم رقم 14 من نفس السباق، وأقيم خلال الفترة 5 يوليو 2015، وحتى 18 يوليو 2015، وامتدّ لمسافة 2,030 كيلومتر، وهو أحد سباقات طواف آسيا للدراجات 2015، وهو من نوع سباق المرحلة، وقد شارك في السباق 150 متسابقاً، ووصل إلى نهايته 107 متسابقاً.
فاز فيه بالمركز الأول رادوسلاف روجينا، وبالمركز الثاني حسين علي زاده، وبالمركز الثالث Francisco Colorado ‏، والفريق الفائز في ترتيب الفرق Kolss-BDC 2015.

## الفرق
| فريق عالمي- Lampre-Merida فرق قارية محترفة (3)- نيبو-فيني فانتيني-يوربا أوفيني ‏ - غازبروم روسفيلو ‏ - ساوث إيست 2015 ‏ فرق قارية (18)- أدريا موبيل 2015 ‏ - أموري وفيتا - برودير ‏ - Team Illuminate (men's team) ‏ - Shenzhen Xidesheng Cycling Team ‏ - بايك أيد 2015 ‏ - China Continental Team of Gansu Bank ‏ - China Hainan Sports Lottery–Yindongli ‏ - CK Banská Bystrica ‏ - HKSI Pro Cycling Team ‏ - Kolss Cycling Team ‏ - Lupus Racing Team ‏ - Kamen Pazin ‏ - Satalyst Verve Racing Team ‏ - Ningxia Sports Lottery Continental Team ‏ - Parkhotel Valkenburg CT ‏ - Tianyoude Hotel Cycling Team ‏ - RTS–Monton Racing Team ‏ - Synergy Baku Cycling Project ‏ |  |
| |  |

## المراحل
| المرحلة    | التاريخ  | الدورة                                             | type         | المسافة (كم) | الفائز بالمرحلة   | القائد العام      |
| ---------- | -------- | -------------------------------------------------- | ------------ | ------------ | ----------------- | ----------------- |
| المرحلة 1  | 5 يوليو  | شينينغ – شينينغ                                    | مرحلة مستوية | 121          | ماركو كمب         | ماركو كمب         |
| المرحلة 2  | 6 يوليو  | Duoba Town ‏ – Datong Hui and Tu Autonomous County ‏ | مرحلة مستوية | 188          | ماركو كمب         | ماركو كمب         |
| المرحلة 3  | 7 يوليو  | شينينغ – بحيرة تشينغهاي                            | مرحلة جبلية  | 148          | أولكسندر بوليفودا | أولكسندر بوليفودا |
| المرحلة 4  | 8 يوليو  | بحيرة تشينغهاي – Gangca County ‏                    | مرحلة التلال | 185          | Ivan Savitskiy ‏   | أولكسندر بوليفودا |
| المرحلة 5  | 9 يوليو  | – Gonghe County ‏                                   | مرحلة جبلية  | 133          | بريمو روغيليتش    | حسين علي زاده     |
| المرحلة 6  | 10 يوليو | Gonghe County ‏ – Guide County ‏                     | مرحلة متوسطة | 138          | ماركو كمب         | حسين علي زاده     |
| المرحلة 7  | 11 يوليو | Guide County ‏ – شونهوا                             | مرحلة متوسطة | 190          | Ilia Koshevoy ‏    | حسين علي زاده     |
| المرحلة 8  | 12 يوليو | شونهوا – لينشيا                                    | مرحلة متوسطة | 126          | ماتيا جافازي      | حسين علي زاده     |
| المرحلة 9  | 13 يوليو | لينشيا – ديغنشي                                    | مرحلة متوسطة | 203          | ماركو كمب         | حسين علي زاده     |
| المرحلة 10 | 15 يوليو | تيانشوي – تيانشوي                                  | مرحلة التلال | 100          | ماتيا جافازي      | رادوسلاف روجينا   |
| المرحلة 11 | 16 يوليو | تيانشوي – بينغليانغ                                | مرحلة متوسطة | 235          | ماتيا جافازي      | رادوسلاف روجينا   |
| المرحلة 12 | 17 يوليو | تشونغ وى – تشونغ وى                                | مرحلة مستوية | 120          | ماركو كمب         | رادوسلاف روجينا   |
| المرحلة 13 | 18 يوليو | Shuidonggou ‏ – ينشوان                              | مرحلة التلال | 135          | ماتيا جافازي      | رادوسلاف روجينا   |

## وصلات خارجية
- الموقع الرسمي